# Frank Capra
Frank Capra, rodným jménem Francesco Rosario Capra, (18. května 1897 – 3. září 1991) byl italsko-americký filmový režisér. Narodil se v sicilské obci Bisacquino jako nejmladší ze sedmi sourozenců. V roce 1903 s rodinou odešel do Spojených států amerických. Usadili se v Los Angeles. Roku 1918 vystudoval chemické inženýrství na California Institute of Technology. Po dokončení studií působil v americké armádě, jako učitel matematiky. Svůj první film natočil již v roce 1915, ale výrazněji se filmu začal věnovat až ve druhé polovině dvacátých let. Je trojnásobným držitelem Oscara za nejlepší režii, za snímky Stalo se jedné noci (1935), Úžasná událost (1937) a Vždyť jsme jen jednou na světě (1939). Mezi jeho velmi populární filmy patří také Pan Smith přichází (1939) a Život je krásný (1946), jež se stal americkou vánoční klasikou. Získal za něj svůj jediný Zlatý glóbus. V roce 1982 získal Zlatého lva za celoživotní dílo na Mezinárodním filmovém festivalu v Benátkách.